# Braisé au barolo
Le braisé au barolo (brasato al barolo) est un mets typique de la cuisine piémontaise. C'est un ragoût aux épices et au barolo, vin réputé de cette région, élaboré à partir du cépage rouge nebbiolo. Il est l'un des plats le plus connus de la cuisine italienne.

## Ingrédients
Outre le bœuf à braiser (aiguillette, surlonge), ce mets nécessite pancetta, carottes, oignons, céleri, gousse d'ail, romarin, laurier, cannelle, girofle, farine, poivre, beurre, brandy et barolo.
La viande utilisée est issue d'un bétail de race piémontaise. Il est aussi appelé arrosto della vena (« rond de veine ») ou  cappello del prete (« chapeau du prêtre »). Il est possible d'utiliser tout autre vin dérivé du nebbiolo comme le ghemme, barbaresco ou carema.

## Préparation
La viande doit d'abord être mise à mariner dans du vin rouge une demi-journée avec ses légumes, herbes et épices. Elle est ensuite farinée et mise à revenir avec la pancetta. Quand est elle bien dorée, s'y ajoute la marinade et elle est mise à mijoter.
La sauce qui l’accompagne est réalisée avec les légumes et le vin qui sont moulinés ensemble et mis à réduire, arrosés de brandy. Ce mets se consomme accompagné de purée ou de polenta.

## Accord mets/vin
Il est de tradition de servir avec le braisé soit du barolo, soit des vins du Piémont comme le barbaresco, carema ou ghemme. 